# 마이크 심린
마이크 심린(Mike Simmrin, 1979년 7월 8일 ~ )은 미국의 배우, 텔레비전 배우이다.
로스앤젤레스에서 태어났다.

## 영화
- 꼬마 유령 캐스퍼 (1995년)
- 하늘에서 온 엽서 (1992년)
- 외계인 먼치 (1992년)
- SOS 해상 구조대 (1989년)